# Jerez de García Salinas
Jerez de García Salinasⓘ – miasto w Meksyku, w prowincji Zacatecas. W 2005 liczyło 54 757 mieszkańców.

## Miasta partnerskie
- Jerez de la Frontera, Hiszpania